# Sielsowiet Ochowo
Sielsowiet Ochowo (biał. Ахоўскі сельсавет; ros. Оховский сельсовет) – sielsowiet na Białorusi, w obwodzie brzeskim, w rejonie pińskim, z siedzibą w Ochowie. Od południa graniczy z Pińskiem.
Według spisu z 2009 sielsowiet Ochowo zamieszkiwało 1823 osób, w tym 1725 Białorusinów (94,62%), 56 Rosjan (3,07%), 33 Ukraińców (1,81%), 3 Polaków (0,16%), 5 osób innych narodowości i 1 osoba, która nie podała żadnej narodowości.

## Miejscowości
- agromiasteczko:
  - Ochowo
- wsie:
  - Berduny
  - Chołożyn Mały
  - Chołożyn Wielki
  - Hańkowicze
  - Honczary
  - Kołodziejewicze
  - Koszewicze
  - Półtoranowicze
  - Targoszyce
  - Tulacin